# 德州超新星搜尋

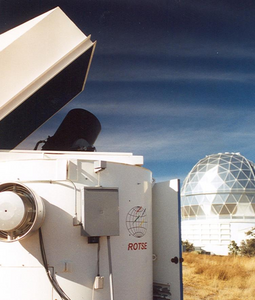

德州超新星搜尋(Texas Supernova Search)是許多正在進行，以尋找和記錄超新星事件的專案計畫之一。這個專案由Robert Quimby主持，迄今已發現35顆超新星，且其中29顆是他們第一個發現的。此外，他們還發現12顆在M31和M33的新星 (包括可疑的LBV)，和6顆矮新星。
這個專案最顯著的成就是發現SN 2005ap和SN 2006gy，這2顆是迄今所發現最明亮的超新星。SN 2005ap是能量最高的II型超新星，並且是所有報告中最明亮的超新星，比原先的紀錄保持者SN 2006gy還要亮2倍。
雖然SN 2005ap在它的峰值比SN 2006gy 亮2倍，但它的總能量沒有後者充沛。SN 2005ap如同一般的超新星只增亮了幾天就開始轉趨暗淡，而SN 2006gy的增光則維持了好幾個月。SN 2005ap的亮度是一般的II型超新星的300倍，因此推測這顆超新星的前身可能是顆夸克星  （页面存档备份，存于）。
時代雜誌將SN 2006gy的發現選為2007年十大科學發現的第三名 （页面存档备份，存于）。

## 外部連結
- Project site
- Most Powerful Supernova Ever （页面存档备份，存于）
- New Scientist
- The Astrophysics journal Extract[]
- Supernova blazed like 100 billion suns （页面存档备份，存于）